# Волант (Пенсільванія)
Волант (англ. Volant) — місто (англ. borough) в США, в окрузі Лоуренс штату Пенсільванія. Населення — 126 осіб (2020).

## Географія
Волант розташований за координатами 41°6′46″ пн. ш. 80°15′36″ зх. д. / 41.11278° пн. ш. 80.26000° зх. д. (41.112870, -80.260134).  За даними Бюро перепису населення США в 2010 році місто мало площу 0,31 км², з яких 0,29 км² — суходіл та 0,02 км² — водойми.

## Демографія
Згідно з переписом 2010 року, у селищі мешкало 168 осіб у 67 домогосподарствах у складі 50 родин. Густота населення становила 534 особи/км².  Було 73 помешкання (232/км²).
Расовий склад населення:
| - 99,4 % — білих |

До двох чи більше рас належало 0,6 %. Частка іспаномовних становила 1,2 % від усіх жителів.
За віковим діапазоном населення розподілялося таким чином: 27,4 % — особи молодші 18 років, 60,1 % — особи у віці 18—64 років, 12,5 % — особи у віці 65 років та старші. Медіана віку мешканця становила 37,0 року. На 100 осіб жіночої статі у селищі припадало 84,6 чоловіків;  на 100 жінок у віці від 18 років та старших — 82,1 чоловіків також старших 18 років.
Середній дохід на одне домашнє господарство  становив 47 572 долари США (медіана — 38 750), а середній дохід на одну сім'ю — 55 273 долари (медіана — 51 250). За межею бідності перебувало 14,0 % осіб, у тому числі 0,0 % дітей у віці до 18 років та 25,0 % осіб у віці 65 років та старших.
Цивільне працевлаштоване населення становило 41 особа. Основні галузі зайнятості: роздрібна торгівля — 19,5 %, освіта, охорона здоров'я та соціальна допомога — 19,5 %, оптова торгівля — 9,8 %, виробництво — 9,8 %.